# Курчалоевский район
Курчало́евский район (чечен. Курчалойн кӀошт) — административно-территориальная единица и муниципальное образование (муниципальный район) в составе Чеченской Республики Российской Федерации.
Административный центр — город Курчалой.

## География
Район находится в восточной части Чечни, в предгорной зоне республики. Граничит с Шалинским районом на западе, Гудермесским районом на севере и северо-востоке, Ножай-Юртовским районом на юго-востоке и Веденским районом на юге. Расположен в предгорной зоне на юго-востоке Чеченской Республики
Площадь территории района составляет 417,86 км² (по другим данным — 465,52 км²).
Протяжённость территории с запада на восток составляет около 35 км, с севера на юг — 30 км.

## История
Курчалоевский район был образован Постановлением ЦИК Чечено-Ингушской автономной области 23 января 1935 года, с административным центром в селе Курчалой.
Первоначально, в состав района было включено 10 населённых пунктов: Курчалой, Цоци-Юрт, Гелдаган, Иласхан-Юрт, Майртуп, Бачи-Юрт, Джугурты, Центарой, Аллерой и Автуры.
Указом Президиума Верховного Совета СССР от 7 марта 1944 года «О ликвидации Чечено-Ингушской АССР и об административном устройстве её территории», северо-западная часть Курчалоевского района была включена в состав образованного этим же Указом Грозненского округа в составе Ставропольского края, а юго-восточная часть в состав Дагестанской АССР, с переименованием в Шурагатский район.
На основании Указа Президиума Верховного Совета СССР от 9 января 1957 года «О восстановлении Чечено-Ингушской АССР в составе РСФСР» Президиум Верховного Совета РСФСР 9 января 1957 года принимает Указ «О восстановлении ЧИАССР и упразднении Грозненской области». Данным Указом Шурагатский район из Дагестанской АССР был обратно включён в состав ЧИАССР. Указом Президиума Верховного Совета РСФСР от 10 апреля 1957 года Шурагатский район переименовывается в Курчалоевский, соответственно, с возвращением районному центру Чкалово, его прежние название — Курчалой. 13 мая 1961 года к Курчалоевскому район была присоединена часть территории упразднённого Саясановского района.
Осенью 1962 года, в связи с реформой административно-территориального устройства СССР (укрупнение районов), Курчалоевский район был упразднён, с включением его территории в состав Шалинского района.
Вновь восстановлен Постановлением Комитета Национального Согласия ЧР № 382 от 1 августа 1995 года.
Верховный Совет Чеченской Республики 12 мая 1996 года за № 33 принял следующее постановление: "Оставить в силе Постановление КНС ЧР «О восстановлении бывшего Курчалоевского района» с включением в состав района следующих населённых пунктов:
| - с. Курчалой - с. Аллерой - с. Ахкинчу-Барзой - с. Ачерешки - с. Бачи-Юрт - с. Бельты - с. Гелдаган - с. Джугурты - с. Джагларги - с. Корен-Беной | - с. Майртуп - с. Ники-Хита - с. Регита - с. Усум-Хутор - с. Хиди-Хутор - с. Эникали - с. Ялхой-Мохк - с. Цоци-Юрт - с. Центарой - с. Жанхи-Хутор |

В состав вновь восстановленного Курчалоевского района было включено 13 населённых пунктов из Ножай-Юртовского района и 7 населённых пунктов из Шалинского района.
23 января 2010 года исполнилось 75 лет со дня образования Курчалоевского района. В 2010 году это событие широко отмечалось в районе и республике.
1 января 2020 года территория Илсхан-Юртовского сельского поселения передана из состава Гудермесского района в состав Курчалоевского района.

## Население
| 2002     | 2009     | 2010     | 2012     | 2013     | 2014     | 2015     |
| -------- | -------- | -------- | -------- | -------- | -------- | -------- |
| 101 625  | ↗112 446 | ↗114 039 | ↗116 442 | ↗118 413 | ↗120 445 | ↗122 708 |
| 2016     | 2017     | 2018     | 2019     | 2020     | 2021     | 2023     |
| ↗124 476 | ↗126 447 | ↗128 716 | ↗130 827 | ↗139 032 | ↘118 338 | ↗121 636 |
| 2024     |          |          |          |          |          |          |
| ↗124 171 |          |          |          |          |          |          |

### Урбанизация
Городское население (город Курчалой) составляет 19.97 % от всего населения района.

### Национальный состав
По итогам переписи населения 2020 года проживали следующие национальности (национальности менее 0,1 % и другое см. в сноске к строке «Другие»):
| Национальность | Численность, чел. | Доля     |
| -------------- | ----------------- | -------- |
| Чеченцы        | 117 753           | 99,51 %  |
| Другие         | 585               | 0,49 %   |
| Итого          | 118 338           | 100,00 % |

## Муниципально-территориальное устройство
В Курчалоевском районе 14 муниципальных образований, в том числе 1 городское поселение и 13 сельских поселений:
| № на карте | Муниципальное образование | Административный центр | Количество населённых пунктов | Население (чел.) | Площадь (км²) |
| ---------- | ------------------------- | ---------------------- | ----------------------------- | ---------------- | ------------- |
| 1e-06      | Городское поселение:      |                        |                               |                  |               |
| 1          | Курчалойское              | город Курчалой         | 1                             | ↗24 802          | 38,15         |
| 1.000002   | Сельские поселения:       |                        |                               |                  |               |
| 2          | Аллеройское               | село Аллерой           | 1                             | ↗11 949          | 49,47         |
| 3          | Ахкинчу-Борзойское        | село Ахкинчу-Борзой    | 1                             | ↗1526            | 11,05         |
| 4          | Ахмат-Юртовское           | село Ахмат-Юрт         | 1                             | ↗9206            | 26,71         |
| 5          | Бачи-Юртовское            | село Бачи-Юрт          | 1                             | ↗18 016          | 56,33         |
| 6          | Гелдаганское              | село Гелдагана         | 1                             | ↗11 553          | 35,95         |
| 7          | Джугуртинское             | село Джигурты          | 1                             | ↗1999            | 12,00         |
| 8          | Илсхан-Юртовское          | село Иласхан-Юрт       | 1                             | ↗6085            | 28,89         |
| 9          | Майртупское               | село Майртуп           | 1                             | ↗12 500          | 42,37         |
| 10         | Регитинское               | село Регита            | 4                             | ↗1704            | 25,63         |
| 11         | Хиди-Хуторское            | село Хиди-Хутор        | 2                             | ↗1566            | 26,58         |
| 12         | Цоци-Юртовское            | село Цоци-Юрт          | 1                             | ↗17 556          | 47,21         |
| 13         | Эникалинское              | село Эникали           | 2                             | ↗1099            | 16,66         |
| 14         | Ялхой-Мохкское            | село Ялхой-Мохк        | 3                             | ↗4610            | 22,07         |

Законом Чеченской Республики от 16 сентября 2019 года Центаройское сельское поселение после переименования его центра было переименовано 28 сентября 2019 года в Ахмат-Юртовское.
С 1 января 2020 года из состава Гудермесского района в состав Курчалоевского района передана территория Илсхан-Юртовского сельского поселения.

## Населённые пункты
В Курчалоевском районе 21 населённый пункт, в том числе один город и 20 сельских населённых пунктов.
| №  | Населённый пункт | Тип   | Население | Муниципальное образование |
| -- | ---------------- | ----- | --------- | ------------------------- |
| 1  | Курчалой         | город | ↗24 802   | Курчалойское              |
| 2  | Аллерой          | село  | ↗11 949   | Аллеройское               |
| 3  | Ахкинчу-Борзой   | село  | ↗1526     | Ахкинчу-Борзойское        |
| 4  | Ахмат-Юрт        | село  | ↗9206     | Ахмат-Юртовское           |
| 5  | Ачерешки         | село  | ↘252      | Регитинское               |
| 6  | Бачи-Юрт         | село  | ↗18 016   | Бачи-Юртовское            |
| 7  | Бельты           | село  | ↘623      | Ялхой-Мохкское            |
| 8  | Гелдагана        | село  | ↗11 553   | Гелдаганское              |
| 9  | Джагларги        | село  | ↗511      | Регитинское               |
| 10 | Джанхой-Хутор    | село  | →0        | Эникалинское              |
| 11 | Джигурты         | село  | ↗1999     | Джугуртинское             |
| 12 | Иласхан-Юрт      | село  | ↗6085     | Илсхан-Юртовское          |
| 13 | Корен-Беной      | село  | ↗413      | Хиди-Хуторское            |
| 14 | Майртуп          | село  | ↗12 500   | Майртупское               |
| 15 | Ники-Хита        | село  | ↗657      | Регитинское               |
| 16 | Регита           | село  | ↗1651     | Регитинское               |
| 17 | Усум-Хутор       | село  | →0        | Ялхой-Мохкское            |
| 18 | Хиди-Хутор       | село  | ↗1495     | Хиди-Хуторское            |
| 19 | Цоци-Юрт         | село  | ↗17 556   | Цоци-Юртовское            |
| 20 | Эникали          | село  | ↗1099     | Эникалинское              |
| 21 | Ялхой-Мохк       | село  | ↗4538     | Ялхой-Мохкское            |

## Общая карта
Легенда карты:
| Численность населения населённых пунктов: |                       |
|                                           | Более 20 000 жителей  |
|                                           | 10 000—15 000 жителей |
|                                           | 5000—10 000 жителей   |
|                                           | 1000—5000 жителей     |

## Достопримечательности

### Соборная мечеть им. Макки Даудовой
Одним из самых ярких украшений района является соборная Центральная мечеть в с. Гелдаган, построенная по поручению Рамзана Кадырова в честь матери его близкого соратника, Героя России, Магомеда Даудова — Макки Даудовой.
Мечеть им. Макки Даудовой открылась 25 октября 2011 года. Она одновременно вмещает более 3 тысяч верующих. Здание отделано редким белым мрамором, купола мечети и изразцовые росписи покрыты золотом.
На территории мечети установлено 3 тысячи светильников. Здесь находятся два фонтана и два места для омовения — зимнее помещение и летнее, обнесённое кованной беседкой.
Пятничная молитва собирает сельчан и гостей Гелдагана на коллективную молитву «Рузба-намаз».

### Курчалоевский исламский институт им А. А. Кадырова
В 1988 году религиозный деятель, предприниматель, меценат Насуха-Хаджи Ахматов основал первое на Северном Кавказе «Северокавказское медресе», где каждый имел возможность изучать каноны исламской религии, тогда же он обратился к Ахмату Кадырову за поддержкой, чтобы осуществить свои планы. В то время Ахмат-Хаджи Кадыров был ученым-специалистом-богословом. Окончил Бухарское медресе «Мир-и Араб» и Ташкентский исламский институт.
29 апреля 1991 года медресе было преобразовано в высшее религиозное учебное заведение — Исламский институт имени Курчалоева. В 2004 году, после смерти президента Ахмата-Хаджи Кадырова, по инициативе Насухи-Хаджи Ахматовой институт был переименован в Курчалоевский исламский институт имени А-Х. Кадыров. В 2007 году по инициативе Рамзана Кадырова была проведена реконструкция университета. Были построены новые здания: административный и учебный корпуса, общежитие на 220 мест, столовая и тренажерный зал.

### Курчалоевский государственный колледж им. Шахида Калиева
В районе расположен Государственный колледж имени Шахида Калиева, функционирующий с 1982 года.

## Символика
На флаге и гербе района изображена священная символика мусульман: Мусульманские чётки и Священный Коран который указывает на основанный в 1980 году, первый на Северном Кавказе Исламский институт, в Курчалое.
Подвеска в виде золотой сквозной звезды с восьми прямоугольными лучами — символов «руб аль-хизб».
Три чёрные кисти — память о устазах и духовных учителях народа: Берса-Шейхе, Кунта-Хаджи Кишиеве и Ахмате-Хаджи Кадырове.
Зелёный цвет символизирует основной цвет флага Чеченской Республики.
На гербе иногда наносятся девиз «ДАЛА БАКЪО ТОЛА ЙОЙЛА» (Пусть восторжествует справедливость) — изречений Ахмат-Хаджи Кадырова.

## Галерея
- Панорамный вид Бачи-юрт
- Панорамный вид Илсхан-Юрт
- Панорамный вид Ялхой-Мохк
- г. Курчалой речка Терлинг
- Майртуп на фоне горного хребта
- Близ Майртупа. На заднем плане Бачи-Юрт.